# Calliotropis basileus
Calliotropis basileus is een slakkensoort uit de familie van de Eucyclidae. De wetenschappelijke naam van de soort is voor het eerst geldig gepubliceerd in 2004 door Vilvens.